# Cantone di Armentières
Il Cantone di Armentières è una divisione amministrativa dell'arrondissement di Lilla.
A seguito della riforma approvata con decreto del 17 febbraio 2014, che ha avuto attuazione dopo le elezioni dipartimentali del 2015, è passato da 8 a 11 comuni.

## Composizione
Gli 8 comuni facenti parte prima della riforma del 2014 erano:
- Armentières
- Bois-Grenier
- Capinghem
- La Chapelle-d'Armentières
- Erquinghem-Lys
- Frelinghien
- Houplines
- Prémesques

Dal 2015 i comuni appartenenti al cantone sono i seguenti 11:
- Armentières
- Bois-Grenier
- Capinghem
- La Chapelle-d'Armentières
- Deûlémont
- Erquinghem-Lys
- Frelinghien
- Houplines
- Pérenchies
- Prémesques
- Warneton